# Hanna Granitzki
Hanna Granitzki née le 31 juillet 1997, est une joueuse de hockey sur gazon allemande. Elle évolue au poste de défenseure au Der Club an der Alster et avec l'équipe nationale allemande.
Elle a participé aux Jeux olympiques d'été de 2020.

## Carrière

### Championnat d'Europe
- : 2019, 2021

### Jeux olympiques
- Top 8 : 2020